# Хиршбихлер, Габриэле
Габриэле Ренате «Габи» Хиршбихлер (нем. Gabriele Renate "Gabi" Hirschbichler; род. 26 декабря 1983 года, Траунштайн, ФРГ) — немецкая конькобежка. Призёр чемпионата Европы по конькобежному спорту 2018 года, двукратная призёр Кубка мира по конькобежному спорту 2015 и 2017 года. Участница зимних Олимпийских игр 2014 и 2018 года.

## Биография
Габриэле Хиршбихлер родилась в городе Траунштайн, федеральная земля — Бавария. В конькобежный спорт попала с детства, поскольку её отец Хуберт Хиршбихлер и сёстры Бриджит и Джун занимались им регулярно. Хиршбихлер тренировалась на базе клуба «DEC Frillensee Inzell» с восьмилетнего возраста. Её младший родной брат Хюбер Хиршбихлер также профессионально занимался конькобежным спортом до 2018 года. В своем клубе тренируется под руководством Данни Лагера (нем. Danny Leger), а в национальной сборной — Яна ван Веена (нидерл. Jan van Veen).
В сезоне 2005/06 дебютировала на Кубке мира и только в 2011 году впервые участвовала на чемпионате мира на отдельных дистанциях и заняла там 20-е место на дистанции 1000 м. Через год в Нидерландах в забегах на 1000 и 1500 м заняла 21-е и 20-е места. В ноябре 2013 года выиграла «бронзу» в беге на 1000 м на чемпионате Германии. В 2014 году она выступала на зимних Олимпийских играх в Сочи, где заняла 33-е место в беге на 500 м, 25-е на 1000 м и 29-е на 1500 м.
В ноябре 2014 года выиграла серебряные медали на чемпионате Германии на дистанциях 1000 и 1500 м. Первую медаль на соревновании международного уровня Хиршбихлер выиграла во время Кубка мира по конькобежному спорту 2015 года в японском Обихиро, где с командой заняла 3-е место в командной гонке. Через месяц в голландском городе — Херенвен её команда в командной гонке с результатом 3:06.51 выиграла бронзовые медали, уступив первенство соперницам из Японии (3:04.78 — 2-е место) и Нидерландов (3:02.54 — 1-е место).
На чемпионате мира на отдельных дистанциях в Коломне в 2016 году Хиршбихлер поднялась с партнёршами на 4-е место в командной гонке и на 14-е в забеге на 1000 м, также стала 14-й в многоборье на чемпионате мира в спринтерском многоборье. Через год она повторила результат на чемпионате мира в Нидерландах.
На зимних Олимпийских играх 2018 Хиршбихлер была заявлена для участия в забеге на 1000, 1500, 2400 м. 12 февраля 2018 года она завершила свой забег на 1500 м с результатом 1:58.24 (+3.89). В общем итоге они заняли 12-ю позицию. 14 февраля 2018 года она завершила свой забег на 1000 м с результатом 1:16.03 (+2.47). В общем итоге они заняли 15-ю позицию. 19 февраля 2018 года Хиршбихлер в составе немецкой команды командную гонку преследования на 2400 м в четвертьфинале с результатом 3:04.67. В общем итоге немки заняли 6-ю позицию.
В том же 2018 году Хиршбихлер заняла лучшие свои места в многоборье на чемпионате мира в спринтерском многоборье в Чанчуне (10-е место) и чемпионате мира в классическом многоборье (9-е место). В ноябре выиграла три дистанции на 500, 1000 и 1500 м на национальном чемпионате Германии. В марте 2019 года она ушла из конькобежного спорта, чтобы сосредоточиться на семейной работе.

## Личная жизнь
Габриэле Хиршбихлер в 2003 году стала военнослужащей в спортроте Бундесвера, там проработала в ней 16 лет и дослужилась до сержанта. Сейчас работает в семейной мясной лавке отца в Инцелле, её семья управляет трёхзвездочным отелем в Инцелле, который называется «Гостевой дом Хиршбихлер».